# Вымысел XX века
Вымысел XX века: против воображаемого уничтожения европейских евреев (англ. The Hoax of the Twentieth Century: The Case Against the Presumed Extermination of European Jewry) — книга американского ревизиониста, профессора электроники Артура Батца. Стала базовой для большей части движения отрицания Холокоста.
Впервые была опубликована в 1975 году издательством Historical Review Press (Великобритания). Книга запрещена к продаже в ряде стран.

## Содержание
В книге Батц писал, что «миф о Освенциме» был создан в Вашингтоне, как об айнзатцгрупах — в Москве, он также утверждает, что Гитлер не только не убивал 6 миллионов евреев, но и даже не пытался этого сделать.
Батц доказывал, что численность жертв среди евреев составила 1 млн человек и утверждал, что вермахт и СС не осуществляли геноцид евреев. По его мнению, политика немцев состояла в выселении евреев за пределы рейха, конфискации их собственности и использовании принудительного труда на военных заводах. При этом Батц считал, что акты геноцида по отношению к евреям могли допускать другие армии, например румынская и советская.
В отношении демографических потерь Батц утверждает, что еврейские историки намеренно завышают численность довоенного еврейского населения Европы на два миллиона человек, ещё два не отражены в советской статистике, а один миллион ассимилировался в США. Таким образом, из одного миллиона жертв получилось шесть.
Все документы Нюрнбергского процесса Батц считает фальшивками, а сам процесс — результатом сионистско-коммунистического сговора с целью получения территорий в Палестине. А западные государства поддержали этот сговор, чтобы скрыть собственные преступления. Батц пытается использовать свои инженерные знания, чтобы доказать, что отравляющий газ Циклон-Б в Освенциме использовался исключительно для дезинфекции, а крематории были нужны для предотвращения распространения эпидемий и в частности сыпного тифа.
Батц был первым из отрицателей, кто попытался представить отрицание Холокоста как строго научное исследование.

## Структура книги
Книга состоит из введения, 7 частей и приложений.
- Краткое введение в изучение ревизионизма Холокоста
- Часть1: Суды, евреи и нацисты
- Часть 2: Лагеря
- Часть 3: Вашингтон и Нью-Йорк
- Часть 4: Аушвиц
- Часть 5: Венгерские евреи
- Часть 6: Et Cetera
- Часть 7: Окончательное решение
- Часть 8: Примечания
- Приложения
- Дополнения
- Иллюстрации

## Статус книги в разных странах, продажи
В 2017 году онлайн-продавец книг Amazon.com удалил книгу вместе с другими книгами, отрицающими Холокост, со своих сайтов в США и Великобритании.
Книга запрещена в Канаде.
С 80-х годов она имеет рейтинг X в Германии, где её нельзя демонстрировать или рекламировать. Однако накануне дня памяти жертв Холокоста в 2019 году вышло журналистское расследование, где было показано, что онлайн-магазины свободно продавали данную книгу. После публикации статье эти книги были убраны из каталогов магазинов.
В 2020 году в Исландии вышла перевод на исландском языке. Отрицание Холокоста не является незаконным в Исландии и глава Ассоциации исландских книгоиздателей заявил, что не будет останавливать продажи этой книги. Он заявил, что «Одним из краеугольных камней, на которых основано книгоиздание здесь и в других местах, является свобода печати и выражения мнений».

## Реакция
Руководство Северо-Западного университета объявило о том, что утверждения Батца привели их в «замешательство».